# Gowdarahalli, Bhadravati
Gowdarahalli là một làng thuộc tehsil Bhadravati, huyện Shimoga, bang Karnataka, Ấn Độ.